# 선드라 로저스
선드라 로저스(Sondra Rodgers, 1903년 2월 3일 ~ 1997년 7월 22일)는 미국의 배우, 텔레비전 배우, 영화배우이다.
트림블군에서 태어났으며 로스앤젤레스에서 사망하였다.

## 영화
- 태미 앤 더 닥터 (1963년)
- 이지 투 웨드 (1946년)
- 닻을 올리고 (1945년)